# ドン・マレー
ドン・マレー（Don Murray、1929年7月31日 - 2024年2月2日）は、アメリカ合衆国の俳優。ドン・マーレーとも表記される。俳優のクリストファー・マレーは最初の妻で女優のホープ・ラングとの間に生まれた息子。

## 略歴
1929年にハリウッドで、ダンスディレクター兼ステージマネージャーの父デニス・アロイシウスと歌手で元ジーグフェルドパフォーマーの母エセル・クックの間に生まれる。ニューヨークのイースト・ロックアウェイ高校を卒業した後、アメリカン・アカデミー・オブ・ドラマティック・アーツで演技を学び、1951年にブロードウェイデビューする。
1952年に朝鮮戦争に徴兵されるが、良心的兵役拒否者として免除され、代わりに難民を支援する仕事をする。
1955年にブロードウェイに戻り、『The Skin of Our Teeth』に出演、その演技を観たジョシュア・ローガン監督により、映画『バス停留所』（1956年）で主演のマリリン・モンローの相手役に抜擢され、映画デビューする。この演技により、第29回アカデミー賞で助演男優賞にノミネートされる。その後も映画に出演するが、1960年代後半以降は主にテレビを中心に活動する。
2024年2月2日に死去。息子のクリストファーが訃報を発表した。94歳没。

## 私生活
映画デビュー作『バス停留所』（1956年）で共演した女優ホープ・ラングと1956年に結婚して2子（クリストファー、パトリシア）をもうけるが1961年に離婚、1962年にエリザベス（ベッティ）・ジョンソンと結婚し、3子（コリーン、ショーン、マイケル）をもうける。

## 主な出演作品
- バス停留所 Bus Stop (1956)
- 夜を逃れて A Hatful of Rain (1957)
- フォート・ブロックの決斗 These Thousand Hills （1958）
- 野望の系列 Advise & Consent (1962)
- 猿の惑星・征服 Conquest of the Planet of the Apes (1972)
- エンドレス・ラブ Endless Love (1981)
- ペギー・スーの結婚 Peggy Sue Got Married (1986)
- ゴースト・ラブ Ghosts Can't Do It (1990)
- ウイングス Wings (1995) ※テレビシリーズ、ゲスト出演
- ツイン・ピークス The ReturnTwin Peaks (2017) ※テレビシリーズ